# Poecilotheria formosa
Poecilotheria formosa là một loài nhện trong họ Theraphosidae.